# イングス (映像制作会社)
株式会社イングス（英: INGS,Inc.,）は、主にテレビ番組の編集を行うポストプロダクション及び番組制作会社である。関西の民放テレビ局や制作プロダクションと業務協力をする。映像編集、MA、撮影（ENG）、HD中継車レンタルなどを行う。

## 所属スタッフ

### 編集オペレータ
大阪本社
- 岡元裕次
- 仁部貴史
- 岩澤文哉
- 坂下雄亮

東京支社
- 早川徹哉
- 川口善史

### 撮影クルー
- 岸克二

## 主な担当番組

### 現在
毎日放送
- せやねん!
- 日曜日の初耳学

朝日放送
- 今ちゃんの「実は…」
- なるみ・岡村の過ぎるTV
- M-1グランプリ
- ザキ山小屋
- 相席食堂
- 部活ONE!
- やすとものいたって真剣です
- トリニクって何の肉!?

関西テレビ
- R-1ぐらんぷり
- ごきげんライフスタイル よ〜いドン!
- ピーコ&兵動のピーチケ・パーチケ
- ちゃちゃ入れマンデー
- 土曜はナニする!?

テレビ大阪
- やすとものどこいこ!?
- 発見!!食遺産 #あなたのレシピ残させてください

TBS
- バナナサンド
- オオカミ少年

### 過去の担当番組
MBS毎日放送
- 暴ロンブー
- ?マジっすか!
- 今夜はえみぃ〜GO!!
- 中川家ん!
- ジャイケルマクソン
- 笑道
- 女性ホルモン分泌バラエティー 全力☆が〜る
- ちちんぷいぷい
- MUSIC EDGE + Osaka Style
- 水野真紀の魔法のレストラン
- 知っとこ!
- ごぶごぶ

ABC朝日放送
- ホップ!ステップ!シャンプー!
- ビーバップ!ハイヒール
- 藤井陣内のザ・レジェンド
- 探偵!ナイトスクープ
- ごきげん!ブランニュ
- 見知らぬ関西新発見!みしらん
- これ余談なんですけど・・・

関西テレビ
- 2時ドキッ!
- 穴ねのね
- 2時ワクッ!
- ほんじゃに!
- パンピーの法則
- 週刊!芸能キング
- 旅っきり!〜ふれあい紀行〜
- 扇町兎園会
- くろだ荘の宴
- うふふのぷ
- 週刊プラチケ!
- チュートリアルのチューして!
- 感謝!感激!カンテーレ!50年だよ おかげさまスペシャル
- タカトシラベ
- キキミミ!
- 快傑えみちゃんねる
- 爆笑! こうなる宣言
- 週刊プラチケ!
- お笑いワイドショー マルコポロリ!
- にじいろジーン
- やすしきよしの夏休み
- 扇町寄席
- 雨上がり食楽部
- 爆裂バラエティー シャバダバの空に
- ハピくるっ!
- 桃色つるべ〜お次の方どうぞ〜
- 関ジャニ∞のジャニ勉

テレビ大阪
- しっとこ!
- にじゅうよんエッチ
- 征平・宮根のヨソ様の事情
- メッセ弾
- やしきたかじんプロデュース

## 備考
- 毎日放送『ジャイケルマクソン』のコーナー「オーサカ業界大辞典」で紹介し、編集作業の一部（テロップ、モザイク）を解説した。

## グループ会社
- 株式会社イングスメディアプラン